# Philip Lafond
Philip Lafond (* 16. September 1961 in Mantouage, Ontario) ist ein kanadischer Wrestler. Er hatte seinen Karrierehöhepunkt als Tag-Team-Partner von Doug Furnas in den 1990er Jahren und war insbesondere in Japan erfolgreich. Heute tritt er gelegentlich noch bei Independent-Veranstaltungen an. Im Laufe seiner Karriere hatte er mehrere Ringnamen, darunter Dan Kroffat, Phil Lafleur, Phil beziehungsweise Philip LaFon, Rocky Venturo und Rene Rougeau.

## Leben
LaFond wuchs in Montreal, Quebec auf. Mit 19 verließ er seine Familie und zog nach Calgary. Dort wurde er in einem Fitnesscenter von Davey Boy Smith und Dynamite Kid entdeckt. Die beiden brachten ihn in den berühmten Hart Dungeon, einen Keller im Haus von Stu Hart. Dort trainierte er Wrestling unter der Leitung des Japaners Mr. Hito. Wie viele Wrestler aus dem Hart-Stall begann er seine Karriere bei Stampede Wrestling, der von Stu Hart geleiteten kanadischen Wrestling-Promotion. Nach zwei Jahren wrestlete er in den Seeprovinzen als Rene Rogeau, einen Namen, der später von René Duprée genutzt wurde. Von dort aus ging es nach Japan, wo er seine größten Erfolge feierte.
Zusammen mit Doug Furnas und unter seinem Ringnamen Dan Kroffat bildete er das legendäre Tag-Team The Can-Am Express. Die beiden gewannen zwischen 1989 und 1986 fünfmal die AJPW All Asia Tag Team Championship. Lafond war auch als Einzelwrestler erfolgreich und durfte zweimal den World Junior Heavyweight Championship halten. Beide gingen anschließend zu Extreme Championship Wrestling, wo sie ebenfalls die Tag-Team-Gürtel gewinnen durften.
1996 traten sie erstmals in der World Wrestling Federation auf. Ihr Debüt gaben sie beim Pay-Per-View Survivor Series. Die Karriere nahm jedoch nicht so richtig Fahrt auf. Eine Fehde hatten sie mit The British Bulldogs und bei der Survivor Series 1998 durften sie im „Team Canada“ zusammen mit Bret Hart antreten.
Danach kam es zu einem verhängnisvollen Autounfall, bei dem nicht nur sein Tag-Team-Partner Furnas sehr schwer verletzt wurde, sondern auch Lafond. Nach fünf Monaten konnten die beiden wieder in der WWF antreten, wechselten anschließend aber zur ECW, bis sie schließlich endgültig entlassen wurden. Beiden gelang es nicht, ihre Karriere fortzuführen. Gelegentlich tritt Lafond allerdings noch in diversen Independent-Ligen, insbesondere für Monster Pro Wrestling an.

## Erfolge
- All Japan Pro Wrestling
5× All Asia Tag Team Championship mit Doug Furnas
2× AJPW World Junior Heavyweight Championship
- Extreme Championship Wrestling
ECW World Tag Team Championship mit Doug Furnas
- Lutte Internationale
2× Canadian International Tag Team Championship mit Tom Zenk (1×) und Armand Rougeau (1×)
- Universal Wrestling Association
2× UWA World Tag Team Championship mit Doug Furnas
- World Wrestling Council
WWC World Tag Team Championship mit Sam Fatu
WWC Caribbean Tag Team Championship mit Bobby Jaggers